# تپه گوندوغدی
تپه گوندوغدی مربوط به دوره اشکانیان - دوره ساسانیان - دوران‌های تاریخی پس از اسلام است و در شهرستان میانه، بخش مرکزی، روستای گوندوغدی واقع شده و این اثر در تاریخ ۲۴ تیر ۱۳۸۲ با شمارهٔ ثبت ۹۱۸۰ به‌عنوان یکی از آثار ملی ایران به ثبت رسیده است.